# Indigofera palmeri
Indigofera palmeri är en ärtväxtart som beskrevs av Sereno Watson. Indigofera palmeri ingår i släktet indigosläktet, och familjen ärtväxter. Inga underarter finns listade i Catalogue of Life.